# دانشکده مهندسی انرژی و فیزیک دانشگاه صنعتی امیرکبیر
دانشکده مهندسی انرژی و فیزیک یکی از دانشکده‌های دانشگاه صنعتی امیرکبیر در تهران، پایتخت ایران است.

نام این دانشکده پیش از سال ۱۳۹۲ خورشیدی دانشکده فیزیک و علوم هسته‌ای بود.

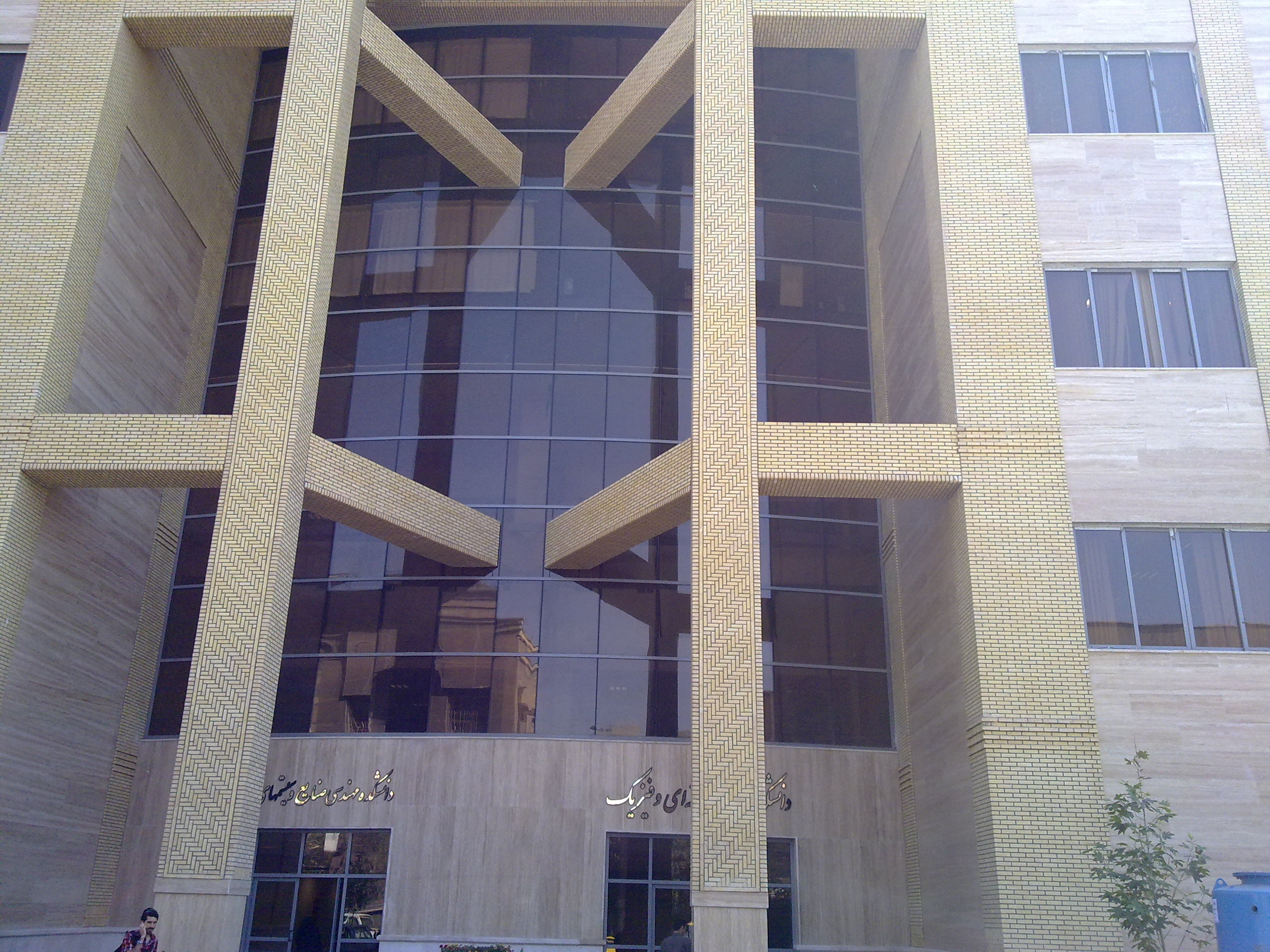
دانشکده صنایع و فیزیک دانشگاه صنعتی امیرکبیر (سمت راست)

## گرایش‌ها
گرایش‌های رشته فیزیک مقطع کارشناسی دانشکده:
حالت جامد، هسته‌ای، اتمی مولکولی ، فیزیک نظری
و همچنین رشته مهندسی انرژی در مقطع کارشناسی
مقطع کارشناسی ارشد و دکترا:
- مهندسی هسته ای:پرتوپزشکی،کاربرد پرتوها،رآکتور،گداخت،فیزیک بهداشت و چرخه سوخت هسته ای
- فیزیک: پلاسما، ماده چگال، کیهانشناسی، لیزر و اپتیک، حالت جامد و انرژی های بالا

## آزمایشگاه ها
- آزمايشگاه آشكارسازي و نوترون
- آزمايشگاه اپتيك و فتونيك
- آزمايشگاه آزمايشگاه الكترونيك
- آزمايشگاه آزمايشگاه الكتريسيته
- آزمايشگاه آزمایشگاه انرژی
- آزمايشگاه آزمایشگاه پرتوپزشکی
- آزمايشگاه آزمايشگاه پلاسماي كانوني
- آزمايشگاه آزمايشگاه حرارت
- آزمایشگاه سیمولاتور راکتور
- آزمایشگاه شتاب‎دهنده و کاربردها
- آزمايشگاه فيزيك بهداشت و دزيمتري پرتوها
- آزمایشگاه فیزیک حالت جامد
- آزمايشگاه فيزيك سطح و نانوفناوری
- آزمايشگاه فیزیک مدرن
- آزمايشگاه كيهان‌شناسي و ساخت قطعات كيهاني
- آزمايشگاه گداخت هسته‌اي
- آزمايشگاه ليزر
- آزمایشگاه مکانیک
- آزمايشگاه هسته اي
- آزمايشگاه هسته‎ای پيشرفته

## رؤسای دانشكده از بدو تأسيس
| رؤسای دانشکده            | تاریخ شروع فعالیت | تاریخ پایان فعالیت |
| ------------------------ | ----------------- | ------------------ |
| دکتر حسن غفوری فرد       | اسفند 1366        | فروردين 1369       |
| دکتر جعفر ميلی منفرد     | فروردين 1369      | آذر 1369           |
| دکتر محمدفقيه حبيبی      | آذر 1369          | شهريور 1372        |
| دکتر کاوس ميرعباس زاده   | شهريور 1372       | بهمن 1375          |
| دکتر سيدسلمان نورآذر     | بهمن 1375         | تير 1377           |
| دکترمجتبی شمسائی زفرقندی | تير 1377          | آذر 1380           |
| دکتر سيدسلمان نورآذر     | آذر 1380          | مهر 1385           |
| دکتر رضا امراللهی        | مهر 1385          | اسفند 1393         |
| دکتر حسین آفریده         | اسفند 1393        | فروردین 1398       |
| دکتر کاوس ميرعباس زاده   | فروردین 1398      | تاکنون             |